# NHK上後藤ラジオ中継放送所
NHK上後藤ラジオ放送所（エヌエイチケイかみごとうラジオほうそうじょ）は、鳥取県米子市にあるNHK鳥取放送局米子中継局（米子支局、旧：米子放送局）のAMラジオ放送送信所。

## 概要
- 当放送所は、米子市上後藤5丁目3番12号に置かれ、県西部の広範囲に電波を発射している。
- なお、BSS山陰放送ラジオについてはBSS彦名ラジオ送信所を参照。

## 送信施設概要
| 周波数（kHz） | 放送局名   | 呼出符号 | 空中線電力 | 放送対象地域 | 放送区域内世帯数 |
| ------------- | ---------- | -------- | ---------- | ------------ | ---------------- |
| 963           | NHK鳥取第1 | （JOLQ） | 1kW        | 鳥取県       | 約10万世帯       |
| 1521          | NHK鳥取第2 | （JOLZ） | 1kW        | 全国放送     | 約10万世帯       |

- 米子支局が放送局だった時代には、当ラジオ中継放送所は米子放送局の親局だった。
- 呼出符号は現在は廃止されており、R2のJOLZは後にi-dioの呼出符号（JOLZ-MM#）となっていた（2020年3月31日停波）。

### 米子上後藤テレビ中継局（旧米子中継局）
このラジオ送信所と同所に1975年から1998年11月まで総合テレビの中継局が置かれていたものの、スピルオーバー地帯である米子市近郊では電波事情ゆえに以前から松江送信所方向にアンテナを向ける世帯が多かったため、当中継局からの放送電波が良好に受信できないうえ、アナログテレビでチャンネル設定の必要のない松江放送局からの電波（6ch）を受信する形でNHK総合を視聴することが一般的であった。
また、松江市の枕木山に新局を設置したものに対する経過措置のため実際の停波は1999年1月に行われた。
一部の新聞では日野中継局のチャンネル番号（この場合は2ch）を米子市近郊のチャンネル番号として掲載する場合があるが相互乗り入れ後の1972年以降は受信チャンネルとしては前述の理由から一般的ではなくなっていた。また、日本海新聞や朝日新聞などでは1998年11月19日版までこの送信所のチャンネル番号をNHK総合の米子市近郊のチャンネル番号として表記していた（ex：NHK総合テレビ 鳥取3 米子42）。
| チャンネル | 放送局名    | 空中線電力        | ERP  | 放送対象地域 | 放送区域内世帯数 |
| ---------- | ----------- | ----------------- | ---- | ------------ | ---------------- |
| 42         | NHK鳥取総合 | 映像30W /音声7.5W | 不明 | 鳥取県       | 不明             |